# 청운중학교 (충북)
청운중학교(淸雲中學校)는 대한민국 충청북도 청주시 상당구 영운동에 있는 공립 중학교이다.

## 학교 연혁
- 1988년 12월 2일 : 청운중학교 설립 인가 (24학급)
- 1989년 3월 1일 : 초대 박종호 교장 취임
- 1989년 3월 7일 : 청운중학교 개교 및 입학식(437명 입학)
- 1992년 2월 11일 : 제1회 졸업식 (졸업생 437명 남 271명, 여 166명)
- 2004년 10월 9일 : 미래관 준공
- 2010년 3월 1일 : 교육과학기술부요청 선진형 교과교실제 연구학교 운영(3년)
- 2022년 3월 1일 : 행복씨앗학교 재지정(2022.03.01~2026.02.28)
- 2024년 1월 4일 : 제33회 졸업식(졸업생 140명(남 72명, 여 68명) 누계 11,414명)
- 2024년 3월 1일 : 제17대 신정안 교장 부임
- 2024년 3월 4일 : 제36회 입학식(입학생 228명 남 132명, 여 96명)

## 참고 자료
- 청운중학교 - 한국교육학술정보원 학교알리미